# HIGH CARD
『HIGH CARD』（ハイカード）は、トムス・エンタテインメント、KADOKAWA、サミーなどによる日本のメディアミックスプロジェクトである。ドラマCDを皮切りに、アニメ、漫画、小説、舞台化などのメディア展開がなされている。
2022年8月9日より、オリジナル小説『HIGH CARD -◇7 Never No Dollars』が同日発売の「月刊ニュータイプ」（KADOKAWA）2022年9月号で連載開始（2023年4月号で連載終了）。2022年8月31日より、スクウェア・エニックスのコミックアプリ「マンガUP!」にてえびも作画によるコミカライズ版『HIGH CARD -♢9 No Mercy』が連載開始（2024年6月12日に連載終了）。2024年1月には舞台『HIGH CARD the STAGE – CRACK A HAND』が上演された。

## ストーリー
舞台となるのは北大西洋に位置する架空の島国「フォーランド王国」。フォーランド王国には「エクスプレイングカード」というカードが52枚あり、適合者に特殊異能力を授ける力がある。カードは国が管理していたが、ある日クロンダイクファミリーの襲撃を受けフォーランド中に四散してしまう。それによりカードを手にしたプレイヤーがトラブルを起こし、国内の混乱を招いた。
この事態を収拾するため、国王は秘密裏に国内有数の自動車メーカー「ピノクル」が擁するプレイヤー集団「ハイカード」へカード回収の任務を与える。

## 用語
エクスプレイングカード
選んだ適合者に対し異能力を与えるカード。どんな力をもってしても破壊できない。52枚存在しており、カードに選ばれた者は「プレイヤー」と呼ばれる。プレイヤーが扱える能力は選ばれたカードの1つのみ。
プレイヤーがカードに触れ"プレイ"と念じることでカードが消え手にグローブが装着され、能力を発動できる。グローブは能力をイメージしたデザインで、そのスートをあしらったものである。
プレイ（能力発動）中は適合者の精神力を消費し、適合者が気絶した場合・死亡した場合・極端にその精神力が弱まった場合は能力が強制的に解除される。プレイ中は身体強化、運動能力の向上といった恩恵が受けられるため、通常時に比べ受ける身体的ダメージが軽減される。
スートによって能力の系統が決まっている。スペード（♠）は武器を出現させ、ハート（❤︎）は自身の肉体を変化させ、ダイヤモンド（♦）は独自の異能力を与え、クラブ（♣）は自然の力を操る。
ハイカード
王命によりエクスプレイングカードを裏で回収する「ピノクル」傘下の能力者チームを指す。最もカードを保有している集団である。一般市民には公表されていない王家直属の秘密組織（スパイ組織）で、カード回収には超法規的活動が認められており、事実上メンバーには刑事罰の対象にならない優遇措置が取られている。そのため、ピノクル社内でもその存在を知っている者はごくわずかであるほか、SNS・マスメディア等で流出したハイカードの情報は直ちに削除され、警察ではハイカードが関わった事件の捜査が打ち切られていた。
「マナーと気品、そして命を張れる覚悟」がモットー。語源となっている単語そのものは日本語のいわゆる「ブタ」、ポーカーにおけるノーペア、ブラックジャックにおけるバスト（21超え）など「役なし」を意味している。
エクスハンド
複数のエクスプレイングカードを持つことで、強力な技を発動できる。ただし、それ相当に代償を背負い、最悪の場合発動者の命を引き換えとする。

## 登場人物
声の項はテレビアニメ版の声優。

### ハイカード（主人公チーム）
フィン・オールドマン
声 - 佐藤元、田村睦心（幼少期）
アニメの主人公。持っているエクスプレイングカードは♠2《ネオニューナンブ》。能力は空気や水の抵抗を無視して直射できる回転式拳銃を出現させる。弾丸は銃を持っていない側の手を握って開くと出現するが、リロードは自力で行う必要がある。ある事件をきっかけにピノクルへスカウトされ、ハイカードの一員となった。金髪でマスタード色と黒色のバイカラーのスーツを着ている。ずば抜けた集中力と視力で物を止まったように見ることのできる力を持つ。ピアノを特技とする。素行が悪く、スリが得意。幼少期に交通事故に遭い、両親と自分の記憶を無くして孤児院で育った。船酔いしやすい。
クリス・レッドグレイヴ
声 - 増田俊樹、竹内恵美子（幼少期）
持っているエクスプレイングカードは❤︎5《カロリーズハイ》。能力は肉体の欠損や死に至るほどの損傷からも再生できる不死身の肉体（基礎代謝が爆発的に上がる）となるが、カロリーと引き換えに発動するため普段から高カロリーの食品を摂取する必要がある。フィンとはバディ（相棒）関係にあり、彼の教育係である。えんじ色のスーツを着ている。色男を自称し女性をよくナンパするなど軽薄な言動が目立つが、根は常識人。
レオ・コンスタンティン・ピノクル
声 - 堀江瞬、吉岡茉祐（幼少期）
小説における「HIGH CARD -◇7 Never No Dollars」の主人公。メンバー最年少でオールドメイド支店の店長、ハイカードのリーダーである。ラミー校に通っている。持っているエクスプレイングカードは♦7《ネバーノーダラーズ》。能力は物理的に手の届く範囲にある現金をそれと等価のものに変えること。勤務中はドアノッカー（獅子）様の装飾がついた濃青色のスーツを着ているが、学校に通う際はパブリックスクールの制服を着ている。高圧的な言葉を頻繁に使う。
ウェンディ・サトー
声 - 白石晴香
ヒロインでメンバーの紅一点。持っているエクスプレイングカードは♠A《ラヴ＆ピース》。能力は自我を持つ妖刀を出現させ、抜刀すると自身に憑依して怪力と卓抜した剣技を併せ持つ剣豪と化す。剣術家の父を持つ。酒が大好きで大食い。生真面目な性格であり、総合職のようなグレーのパンツスーツで決めているが、よく遅刻する、ヒールをマンホールの穴に引っ掛け転ぶなどドジな面がある。料理が下手である。
ヴィジャイ・クマール・シン
声 - 梅原裕一郎
メンバー最年長。持っているエクスプレイングカードは♣3《グリーングリーン》。能力はあらゆる植物を操り、ときに会話すること。樹木を急激に成長させたりジャガイモから芽を伸ばして遠くのものを回収したりと、応用の幅は広い。グリニッジ大学で博士課程を修める傍ら非常勤講師を務めており、かつてレオの家庭教師も務めていた。料理が得意である。インドシナ風の肌と風貌でパステルグリーンの三つ揃い、ボトムスの裾には植物の花柄を配う。植物が怖がるため銃は使わない。

### ピノクル
バーナード・シモンズ
声 - 山路和弘
眼鏡をかけた初老の紳士。ピノクルの独り総務部長でハイカードのお目付け役、レオの世話係でもある。国王指令の伝達からお茶くみまで何でもこなす。持っているエクスプレイングカードは♠9《墨家（BOKKA）》。能力は自由自在に変形する盾を出現させる。
セオドール・コンスタンティン・ピノクル
声 - 小野大輔
レオの父でピノクルのCEO。初代ハイカードのメンバーである。冷徹で寡黙、過去の経歴はほとんど知っている者がいない。持っているエクスプレイングカードは♦Q《バロール》。能力は意図した場所に視界を発生させる、および洞察力の向上による対象の動作の予測。
オーウェン・オールデイズ
声 - 島﨑信長
セオドール直属の秘書。セオドールを心から信奉しており、彼以外の他者には敬意がない。伸ばした髪と長い睫毛の美貌で女性のように見える青年。持っているエクスプレイングカードは♦8《レッドラビリンス》。能力は任意の扉を発生させた亜空間の出入り口にする。オーウェンはこの能力を利用しハイカードが回収したエクスプレイングカードを亜空間で保管していた。

### フーズフー
ノーマン・キングスタット
声 - 関俊彦
フーズフーのCEO。ファー内蔵のコートを右肩に羽織るなど、奇抜な格好で自身を「キング」と呼ばせる自信家だが、部下には優しい企業家。セオドールに対し一方的な対抗意識を持ち、その理由からカードを集めるようになったが、セオドールからは相手にされていない。セオドールとは幼馴染であり、バン、ヤングとは旧知の仲である。
ブリスト・ブリッツ・ブロードハースト
声 - 武内駿輔
キングスタットの側近。アフリカ系の肌で背広に稲妻が描かれている。持っているエクスプレイングカードは♣︎10《ミリオンボルト》。能力は電気を操る。
ブランディ・ブルーメンタール
声 - 園崎未恵
同じくキングスタットの側近。胸まで届くロングヘアーで175cmのスリムな体型。持っているエクスプレイングカードは♠7《インターセプター》。能力は多機能のバイクを出現させる（能力とカードは漫画のみ、アニメでは登場しない）。

### クロンダイクファミリー
バン・クロンダイク
声 - 関智一
ファミリー（組織暴力）の親分。初代ハイカードのメンバーであり、後にセオドールとはかつてバディ（相棒）関係にあったことが判明した。下戸。50歳。持っているエクスプレイングカードは♦︎K《ラウンド＆ラウンド》。能力は自身が接触しているもの、および接触していないものを渦を巻くように回転させる。
ティルト
声 - 豊永利行
ファミリーの幹部。いつもサングラスをかけている。持っているエクスプレイングカードは♠K《サンガルガノ》。能力はサンガルガノと呼ばれる黒い騎士になる。
バースト
声 - 沢城みゆき
ファミリーのプレイヤー、諜報員。ティルトを信奉しており、彼と行動を共にしている。他のファミリーとの繋がりがほとんどない。持っているエクスプレイングカードは❤︎A《フェイスレス》。能力は過去に会ったことのある人物に変身できる。
ニャット・チ・グエン
声 - 田村睦心（兼役）
ファミリーの幹部。持っているエクスプレイングカードは♦︎A《ダイナミックキネシス》。能力は念力で物体を自由自在に動かす。
ゼノン
声 - 松岡禎丞
同じくファミリーの幹部。ティルトに対し対抗意識を持つ。身体にいくつものピアスを付けている。持っているエクスプレイングカードは♦︎J《アウトオブファイブ》。能力は対象の五感や認知を操る。「認知」の操作では記憶操作・改ざんも行えることが判明している。
ボビー・ボール
声 - 沢城千春
持っているエクスプレイングカードは♦︎3《マーブルランブル》。能力は自分の触れたものをビー玉に変える。ファミリーで居場所がなくなりつつある現状に焦る。
ジョン・ドゥ
声 - 井上和彦
持っているエクスプレイングカードは❤︎4《エージェントS》。能力は5人に分身し、それら全てが本人そのものとなる。
ジャスパー・リベラ
声 - 西山宏太朗
首元を波動模様のタートルネックにした金髪の青年。おしゃべりで相手に弾丸トークを浴びせる。
持っているエクスプレイングカードは♣︎2《メタリカルパレード》。能力は触れた金属の硬度を変えずに自在に形を変える。
アレクサンダー・アレクソン
声 - 楠大典
リベラの相棒。肩幅のある大柄なひげ男。口数が少ないが怒りっぽい。
持っているエクスプレイングカードは♣︎5 《ジーラウンド》。能力は土や岩石を操り、地面に亀裂を起こしたり自身の立っている場所を破壊できる。
ガオ・ワン
声 - 名塚佳織
持っているエクスプレイングカードは♣︎8《シンキングシャドウ》。能力は影を操る。

### 警察官
グレッグ・ヤング
声 - 森川智之
ベテラン刑事。ヘビー・スモーカーで尾行や張り込みの現場には、紙巻きたばこのフィルターのついた吸い殻が散らばる。バン、セオドール、キングスタットとは旧知の仲である。
シュガー・ピース
声 - 高橋李依
ヤングの部下の新人刑事。両目の下にそばかすがある。よく子供扱いを受ける。正義感が強い。

### カード所有者・その他
パーシー・パーカー
漫画における「HIGH CARD -♦9 No Mercy」の主人公。田舎から出てきたお上りさんの若者。持っているエクスプレイングカードは♦︎9《ノーマーシー》。パーカーを羽織っている。アニメ未登場。
エアーマン
持っているエクスプレイングカードは♣4《ウィングウィンド》。能力は風を操り、また自身を空中浮遊させる。フリーの殺し屋で、背中まで伸ばしたロングヘアの青年。同じくアニメ未登場。
ジェード・イングラム
持っているエクスプレイングカードは♠5《ブレインバスター》。能力はハンマーを出現させる。アニメには登場しない。
アイリス・モイーズ
声 - 赤﨑千夏
宮殿に忍び込みカードを奪うもヘリコプターからばら撒いてしまい、カードが国内に拡散する原因を作ってしまった女性。
持っているエクスプレイングカードは♠8《オールカブーン》。能力はミサイルや爆弾などのあらゆる爆発物を生成できる。
ラッキー・ランチマン
声 - 千葉繁
フィンがカジノで出会った男性。持っているエクスプレイングカードは♦︎10《アンラッキーポーキー》。能力は幸運になること、不幸をはね除けること。また幸運な状態では他者が自分を傷つけることを阻止する。
ロバート・T・サウザンド
声 - 福島潤
持っているエクスプレイングカードは❤︎3《ロッキンロック》。能力は肉体の質量増加と体の硬化。体表が硬くなるため銃が効かない。
ニックス
声 - 小林ゆう
持っているエクスプレイングカードは♣7《リーサルスコヴィル》。能力は自然発火させた炎を操る。弟分2人を従え、フィンとレオ少年を誘拐する。
チェルシー・ハモンド
声 - 久保ユリカ
「運命の人」を探し、決まった住処を持たず日々遊び歩く派手好きの若い女性。後にクレイジー8にて住み込みで働くこととなる。持っているエクスプレイングカードは♦︎2《ラヴコネクション》。能力は自分と対象の物体、または物体同士を結合させる。
ミシェル・レッドグレイヴ
声 - 小坂井祐莉絵
クリスの妹。母親と同じ難病で入院中。
タイラー・レッドグレイヴ
声 - 鳥海浩輔
クリスの父。初代ハイカードのメンバーで、15年前にクリスを助けるためにフォーカードでのエクスハンドを行い絶命している。❤︎5《カロリーズハイ》の継承前のプレイヤーである。
アーヤ・タワワ
声 - 本田貴子
アフリカ系の壮年女性。初代ハイカードのメンバーで、持っているエクスプレイングカードは♣J《カミングホーム》。能力は物理法則を無視し、周囲の物を近くに引き寄せる。
ジロー・サトー
声 - 手塚秀彰
ウェンディの父。初代ハイカードのメンバーで、ウェンディに剣術を教えた。任務中の怪我が原因で引退し、娘のウェンディがその跡を継いだ。♠A《ラヴ&ピース》の継承前のプレイヤーである。
リンジー・ベッツ
声 - 花輪英司
フィンが育った孤児院・サンフィールズの院長。立ち退きを迫られており、孤児の引き取り先を探している。フィンが成長したのに外見があまり変わらない。
ソニックムーブ
声 - 小野賢章
本名は「ダニー・ウェズリー」。能力名を名乗り、スーパーヒーローのような出で立ちで人々を助け、悪人を懲らしめる。持っているエクスプレイングカードは❤︎Q《ソニックムーブ》。能力は高速移動。
ジュリアス・フォーランド
声 - 佐々健太
フォーランド国王。セオドールにエクスプレイングカードの回収を命じる。それに対抗した爆破テロで、太子のディラン・フォーランドを失い悲しみに暮れる。
アップル・リンク
声 - 住谷哲栄
ピノクルの顧客。オールドメイド支店によく現れ、車の試乗をする小金持ち。急成長中のベンチャー企業の社長である。鷹揚で吞気な性格。

## テレビアニメ
season1は2023年1月から3月までAT-Xほかにて放送された。
season2はAnimeJapan 2023にて制作が発表され、2024年1月から3月までAT-Xほかにて放送された。

### スタッフ
- 原作 - TMS、河本ほむら、武野光[7][5]
- 監督 - 和田純一[7][5]
- シリーズ構成 - 黒柳尚己[7][5]
- 脚本 - 山下憲一、犬飼和彦、永井真吾[7][5]
- キャラクター原案 - えびも[7][5]
- キャラクターデザイン・総作画監督 - 河野のぞみ[7][5]
- 総作画監督 - 永田陽菜（season1[7]）、渡辺真由美（season2[5]）
- キーアニメーター・アクション作画監督 - 望月俊平[5]、羽山淳一[5]、田野光男（season2）
- キーアニメーター・エフェクト作画監督 - 橋本敬史[5]
- プロップデザイン - 樋上あや
- 色彩設計 - 南木由実[5]
- 美術監督 - 大西穣[5]、鈴木朗（season1）、丹伊田輝彦（season2[5]）
- 美術設定 - 坂本竜
- 撮影監督 - 國井智行[5]
- CG監督 - 内山正文[5]
- 編集 - 伊藤利恵[5]
- カードデザイン - BALCOLONY.[5]
- コンセプトアート - れおえん[5]
- 音響監督 - はたしょう二[5]
- 音響効果 - 倉橋裕宗[5]
- 音楽 - 高橋諒[7][5]
- 音楽制作 - KADOKAWA
- 音楽プロデューサー - 若林豪
- チーフプロデューサー - 川邉大輔
- プロデューサー - 岡本浩樹、元長聡、江口隼吾、曹聡
- アニメーション制作 - スタジオ雲雀[7][5]
- アニメーションプロデューサー - 宮﨑裕司
- 制作 - トムス・エンタテインメント[7][5]/第6スタジオ[5]
- 製作 - HIGH CARD Project、トムス・エンタテインメント、KADOKAWA、サミー、NetEase Games

### 主題歌
「Trickster」
FIVE NEW OLDによるseason 1オープニングテーマ。作詞はHiroshi NakaharaとJamil Kazmi、作曲はFIVE NEW OLD。
「スクワッド！」
めいちゃんによるseason 1エンディングテーマ。作詞はめいちゃんと田中秀典、作曲はめいちゃんとPRIMAGIC、編曲はPRIMAGIC。
「Showdown」
FIVE NEW OLDによるseason 2オープニングテーマ。作詞はHiroshi NakaharaとJamil Kazmi、作曲はFIVE NEW OLDとHayato Yamamoto。
「白昼夢」
Raonによるseason 2エンディングテーマ。作詞・作曲・編曲はトミタカズキ。

### 各話リスト
| 話数    | サブタイトル      | 脚本     | 絵コンテ          | 演出                                                | 作画監督 | 総作画監督                     | 初放送日      |         |         |         |         |         |         |         |         |         |         |         |         |         |         |         |         |         |
| season1 | season1           | season1  | season1           | season1                                             | season1 | season1                        | season1       | season1 | season1 | season1 | season1 | season1 | season1 | season1 | season1 | season1 | season1 | season1 | season1 | season1 | season1 | season1 | season1 | season1 |
| ------- | ----------------- | -------- | ----------------- | --------------------------------------------------- | --- | ------------------------------ | ------------- | ------- | ------- | ------- | ------- | ------- | ------- | ------- | ------- | ------- | ------- | ------- | ------- | ------- | ------- | ------- | ------- | ------- |
| #01     | ONE SHOT          | 山下憲一 | 和田純一          | 松川朋弘                                            | 山中純子 渡辺真由美 望月俊平 橋森有加 河野のぞみ 稲田直樹 飯田光尋 永田陽菜 樋上あや 髙田真理 松浦有紗                                                                                         | 河野のぞみ                     | 2023年 1月9日 |         |         |         |         |         |         |         |         |         |         |         |         |         |         |         |         |         |
| #02     | MAKE A CHOICE     | 犬飼和彦 | 佐々木萌          | 佐々木萌                                            | 小見川美穂 橋森有加 永田陽菜 河野のぞみ 渡辺真由美 稲田直樹 飯田光尋 | 永田陽菜                       | 1月16日       |         |         |         |         |         |         |         |         |         |         |         |         |         |         |         |         |         |
| #03     | CRAZY RICH        | 永井真吾 | 三田新            | 三田新                                              | 河野のぞみ 望月俊平 飯田光尋 橋森有加 山田なぎさ 樋上あや 渡辺真由美 稲田直樹 | 河野のぞみ                     | 1月23日       |         |         |         |         |         |         |         |         |         |         |         |         |         |         |         |         |         |
| #04     | SAMURAI GIRL      | 山下憲一 | 佐々木萌          | 野亦則行                                            | 永田陽菜 山中純子 松本勝次 宇津木勇 渡辺真由美 飯田光尋 稲田直樹 橋森有加 山田なぎさ 樋上あや 一居一平 服部憲知 小沼克介 小野木三斉 幸野浩二 廣瀬智仁                                          | 永田陽菜 河野のぞみ            | 1月30日       |         |         |         |         |         |         |         |         |         |         |         |         |         |         |         |         |         |
| #05     | POWER GAME        | 犬飼和彦 | 三田新            | 三田新                                              | 山中純子 河野のぞみ 樋上あや 稲田直樹 橋森有加 山田なぎさ 渡辺真由美 飯田光尋 幸野浩二 廣瀬智仁 小野木三斉                                                                                     | 河野のぞみ                     | 2月6日        |         |         |         |         |         |         |         |         |         |         |         |         |         |         |         |         |         |
| #06     | TAKE BACK FIVE    | 永井真吾 | 松川朋弘          | 松川朋弘                                            | 一居一平 樋上あや 佐々木幸恵 渡辺真由美 山田なぎさ 酒井KEI 橋森有加 池田佳織 木村拓馬 幸野浩二 川森昇 稲田直樹 小野木三斉 廣瀬智仁 Kim Kwangwoo Lee Haneul 上田彩朔 安形佳己 小沼克介 星月動画 | 永田陽菜                       | 2月13日       |         |         |         |         |         |         |         |         |         |         |         |         |         |         |         |         |         |
| #07     | LOVE & FAKE       | 犬飼和彦 | 岡本英樹          | 福井洋平                                            | 河野のぞみ 山田なぎさ 稲田直樹 安形佳己 樋上あや 渡辺真由美 橋森有加 木村拓馬 上田彩朔 小野木三斉 幸野浩二 小沼克介 Jumondou Seoul                                                             | 河野のぞみ                     | 2月20日       |         |         |         |         |         |         |         |         |         |         |         |         |         |         |         |         |         |
| #08     | HEAT UP           | 山下憲一 | 鈴木吉男 辻初樹   | 一居一平                                            | 稲田直樹 橋森有加 山中純子 山田なぎさ 渡辺真由美 幸野浩二 樋上あや 安形佳己 小野木三斉 望月俊平 王宣靜 中城悦雄 一居一平 小沼克介 河野のぞみ 永田陽菜 尤凯 龍光                                | 河野のぞみ                     | 2月27日       |         |         |         |         |         |         |         |         |         |         |         |         |         |         |         |         |         |
| #09     | BY YOUR SIDE      | 永井真吾 | 辻初樹            | 渡辺英俊 逖州袵兆 ジョン・スミス                    | 幸野浩二 稲田直樹 渡辺真由美 山中純子 橋森有加 山田なぎさ 樋上あや 小野木三斉 廣瀬智仁 小沼克介 中城悦雄                                                                                       | 永田陽菜 河野のぞみ            | 3月6日        |         |         |         |         |         |         |         |         |         |         |         |         |         |         |         |         |         |
| #10     | TO BE APART       | 犬飼和彦 | 梅本唯            | 北村真咲                                            | 佐藤正樹 | 河野のぞみ                     | 3月13日       |         |         |         |         |         |         |         |         |         |         |         |         |         |         |         |         |         |
| #11     | CHRIS             | 山下憲一 | 江副仁美          | 金森勝                                              | 橋森有加 稲田直樹 渡辺真由美 樋上あや 山田なぎさ 幸野浩二 小野木三斉 小沼克介 中城悦雄 河野のぞみ 伊藤哲也 久保正 Jumondou Seoul レグリム                                                      | 永田陽菜                       | 3月20日       |         |         |         |         |         |         |         |         |         |         |         |         |         |         |         |         |         |
| #12     | FINN              | 永井真吾 | 和田純一          | キムラシンイチロウ 福井洋平                         | 幸野浩二 渡辺真由美 山田なぎさ 橋森有加 小野木三斉 稲田直樹 山中純子 望月俊平 廣瀬智仁 安形佳己 樋口博美 木村拓馬 上田彩朔 中城悦雄 河野のぞみ                                                 | 河野のぞみ                     | 3月27日       |         |         |         |         |         |         |         |         |         |         |         |         |         |         |         |         |         |
| season2 |                   |          |                   |                                                     | |                                |               |         |         |         |         |         |         |         |         |         |         |         |         |         |         |         |         |         |
| #13     | KNIGHTMARE        | 山下憲一 | 三浦唯            | 又野弘道                                            | 渡辺真由美 望月俊平 橋森有加 河野のぞみ 稲田直樹 幸野浩二 王宣靜 石田千夏 中城悦雄 | 河野のぞみ 渡辺真由美          | 2024年 1月8日 |         |         |         |         |         |         |         |         |         |         |         |         |         |         |         |         |         |
| #14     | TRUTH OF THE HERO | 犬飼和彦 | 田頭しのぶ        | 菅井嘉浩                                            | 飯飼一幸 石川慎亮 シンディ・ヤマグチ 渡辺一平太 遠藤里蘭 藤彩七 | 山中純子                       | 1月15日       |         |         |         |         |         |         |         |         |         |         |         |         |         |         |         |         |         |
| #15     | ANSWER THE DOOR   | 永井真吾 | 辻初樹            | 吉田俊司                                            | 高鉾誠 | 高鉾誠                         | 1月22日       |         |         |         |         |         |         |         |         |         |         |         |         |         |         |         |         |         |
| #16     | ONCE UPON A TIME  | 山下憲一 | 三田新            | 三田新                                              | 河野のぞみ 渡辺真由美 王宣靜 稲田直樹 橋森有加 石田千夏 中城悦雄 Song Hyeon-ju Han Eun_mi Choe Yun-hui                                                                                         | 河野のぞみ 渡辺真由美          | 1月29日       |         |         |         |         |         |         |         |         |         |         |         |         |         |         |         |         |         |
| #17     | LOOK AT ME        | 犬飼和彦 | 森邦宏            | キムラシンイチロウ                                  | 稲田直樹 橋森有加 中城悦雄 石田千夏 河野のぞみ 渡辺真由美 山中純子 王宣靜 Kim Wonhui Kim Jongim Kim Sukhui Lee Huiju                                                                           | 河野のぞみ 渡辺真由美          | 2月5日        |         |         |         |         |         |         |         |         |         |         |         |         |         |         |         |         |         |
| #18     | HOLD YOUR HAND    | 永井真吾 | 辻初樹            | 逖州袵兆 キムラシンイチロウ 木野目優 ジョン・スミス | 橋森有加 中城悦雄 石田千夏 稲田直樹 河野のぞみ 山中純子 王宣靜 渡辺真由美 Kim Sungbum Yoon Seunghyun                                                                                           | 河野のぞみ 渡辺真由美          | 2月12日       |         |         |         |         |         |         |         |         |         |         |         |         |         |         |         |         |         |
| #19     | PRISONERS         | 犬飼和彦 | 森邦宏            | 山内東生雄                                          | 遠藤里蘭 江島あかり 藤彩七 竹内寛 清水椋大 飯飼一幸 石川慎亮 久垣直樹 | 山中純子                       | 2月19日       |         |         |         |         |         |         |         |         |         |         |         |         |         |         |         |         |         |
| #20     | LALA VALDENKLEIN  | 山下憲一 | 和田純一          | 水本葉月                                            | 王宣靜 橋森有加 稲田直樹 石田千夏 河野のぞみ 渡辺真由美 望月俊平 中城悦雄 Kim Sungbum Yoon Seunghyun Lin Wei Liu Deng Chen Zhu Hong Yun                                                        | 河野のぞみ 渡辺真由美          | 2月26日       |         |         |         |         |         |         |         |         |         |         |         |         |         |         |         |         |         |
| #21     | COMING DAY        | 永井真吾 | 於地紘仁          | 吉田俊司                                            | 山中純子 野武洋行 服部憲知 伊辺司 | 河野のぞみ                     | 3月4日        |         |         |         |         |         |         |         |         |         |         |         |         |         |         |         |         |         |
| #22     | WINNER OR LOSER   | 山下憲一 | 三田新            | 三田新                                              | 河野のぞみ 王宣靜 稲田直樹 橋森有加 石田千夏 中城悦雄 山中純子 Kim Sungbum Yoon Seunghyun Lee Donghoon                                                                                         | 河野のぞみ 渡辺真由美          | 3月11日       |         |         |         |         |         |         |         |         |         |         |         |         |         |         |         |         |         |
| #23     | SWEET HOME        | 犬飼和彦 | 水上武志 和田純一 | キムラシンイチロウ                                  | 河野のぞみ 王宣靜 稲田直樹 橋森有加 石田千夏 中城悦雄 山中純子 安形佳己 山形孝二 二宮奈那子 Kim Sungbum Yoon Seunghyun Lee Donghoon                                                            | 河野のぞみ 渡辺真由美 永田陽菜 | 3月18日       |         |         |         |         |         |         |         |         |         |         |         |         |         |         |         |         |         |
| #24     | LAST SHOT         | 永井真吾 | 和田純一          | 和田純一                                            | 河野のぞみ 山中純子 稲田直樹 王宣靜 橋森有加 中城悦雄 山形孝二 久垣直樹 樋口博美 安形佳己 望月俊平                                                                                             | 河野のぞみ                     | 3月25日       |         |         |         |         |         |         |         |         |         |         |         |         |         |         |         |         |         |

### 放送局
| 放送期間                | 放送時間                     | 放送局     | 対象地域 | 備考                                 |
| ----------------------- | ---------------------------- | ---------- | -------- | ------------------------------------ |
| 2023年1月9日 - 3月27日  | 月曜 20:00 - 20:30           | AT-X       | 日本全域 | CS放送 / 字幕放送 / リピート放送あり |
|                         | 月曜 22:30 - 23:00           | TOKYO MX   | 東京都   |                                      |
| 2023年1月10日 - 3月28日 | 火曜 0:00 - 0:30（月曜深夜） | KBS京都    | 京都府   |                                      |
|                         |                              | サンテレビ | 兵庫県   |                                      |
|                         | 火曜 2:05 - 2:35（月曜深夜） | テレビ愛知 | 愛知県   |                                      |
| 2023年1月11日 - 3月29日 | 水曜 1:30 - 2:00（火曜深夜） | BS11       | 日本全域 | BS放送 / 『ANIME+』枠                |

| 配信開始日    | 配信時間                | 配信サイト |
| ------------- | ----------------------- | --- |
| 2023年1月9日  | 月曜 23:00 更新         | DMM TV |
| 2023年1月14日 | 土曜 23:00 更新         | アニメタイムズ dTV |
| 2023年1月15日 | 日曜 23:00 以降順次更新 | ABEMA AnimeFesta アニメ放題 FOD GYAO! GYAO!ストア クランクイン！ビデオ J:COMオンデマンドメガパック J:COMオンデマンド auスマートパスプレミアム dアニメストア （本店・ニコニコ支店・for Prime Video） TELASA ニコニコ HAPPY!動画 バンダイチャンネル ビデオマーケット Hulu Amazon Prime Video ふらっと動画 マンガUP! music.jp milplus U-NEXT |

| 放送期間               | 放送時間                     | 放送局     | 対象地域 | 備考                                 |
| ---------------------- | ---------------------------- | ---------- | -------- | ------------------------------------ |
| 2024年1月8日 - 3月25日 | 月曜 20:00 - 20:30           | AT-X       | 日本全域 | CS放送 / 字幕放送 / リピート放送あり |
|                        | 月曜 22:30 - 23:00           | TOKYO MX   | 東京都   |                                      |
|                        | 月曜 23:00 - 23:30           | BS11       | 日本全域 | BS放送 / 『ANIME+』枠                |
| 2024年1月9日 - 3月26日 | 火曜 0:00 - 0:30（月曜深夜） | KBS京都    | 京都府   |                                      |
|                        |                              | サンテレビ | 兵庫県   |                                      |
|                        | 火曜 2:35 - 3:05（月曜深夜） | テレビ愛知 | 愛知県   |                                      |

| 配信開始日    | 配信時間                | 配信サイト |
| ------------- | ----------------------- | --- |
| 2024年1月8日  | 月曜 23:00 更新         | DMM TV |
| 2024年1月13日 | 土曜 23:00 更新         | アニメタイムズ Lemino |
| 2023年1月14日 | 日曜 23:00 以降順次更新 | ABEMA AnimeFesta アニメ放題 FOD クランクイン！ビデオ J:COM STREAM auスマートパスプレミアム dアニメストア（本店・ニコニコ支店・for Prime Video） TELASA ニコニコ HAPPY!動画 バンダイチャンネル ビデオマーケット Hulu Amazon Prime Video ふらっと動画 マンガUP！ music.jp milplus U-NEXT ビデックス |

### BD / DVD
| 巻 | 発売日        | 収録話          | 規格品番   | 規格品番   |
| 巻 | 発売日        | 収録話          | BD         | DVD        |
| -- | ------------- | --------------- | ---------- | ---------- |
| 1  | 2023年4月26日 | 第1話 - 第3話   | ZMXZ-16371 | ZMBZ-16381 |
| 2  | 2023年5月24日 | 第4話 - 第6話   | ZMXZ-16372 | ZMBZ-16382 |
| 3  | 2023年6月28日 | 第7話 - 第9話   | ZMXZ-16373 | ZMBZ-16383 |
| 4  | 2023年7月26日 | 第10話 - 第12話 | ZMXZ-16374 | ZMBZ-16384 |

| 巻 | 発売日        | 収録話          | 規格品番   | 規格品番   |
| 巻 | 発売日        | 収録話          | BD         | DVD        |
| -- | ------------- | --------------- | ---------- | ---------- |
| 5  | 2024年3月27日 | 第13話 - 第15話 | ZMXZ-17291 | ZMBZ-17301 |
| 6  | 2024年4月24日 | 第16話 - 第18話 | ZMXZ-17292 | ZMBZ-17302 |
| 7  | 2024年5月29日 | 第19話 - 第21話 | ZMXZ-17293 | ZMBZ-17303 |
| 8  | 2024年6月26日 | 第22話 - 第24話 | ZMXZ-17294 | ZMBZ-17304 |

## 小説
先述の通り、レオを主人公とするノベライズが『HIGH CARD -◇7 Never No Dollars』（ハイカードネバーノーダラーズ）のタイトルで「月刊ニュータイプ」（KADOKAWA）にて、2022年9月号より2023年4月号まで連載された。著者はアニメの原作者の一員である武野光、イラストはキャラクター原案およびコミカライズを担当しているえびもが務めている。
- TMS、河本ほむら、武野光（原案）・武野光（著）・えびも（イラスト）『小説 HIGH CARD -Never No Dollars』KADOKAWA、全1巻、2024年5月1日発売[26]、ISBN 9784041148440

ヴィジャイとクリスを中心としたノベライズ第2弾も同様に、『HIGH CARD-♧3Green Green＆♡5Calorie's High』（ハイカードグリーングリーンアンドカロリーズハイ）のタイトルで同誌の2023年10月号から2024年5月号まで連載された。
- TMS、河本ほむら、武野光（原案）・武野光（著）・えびも（イラスト）『小説　HIGH CARD -Green Green ＆ Calorie's High』KADOKAWA、全1巻、2025年1月10日発売[27]、ISBN 9784041148457

## 漫画
本作のコミカライズが『HIGH CARD -♢9 No Mercy』（ハイカードノーマーシー）のタイトルで「マンガUP!」（スクウェア・エニックス）にて、2022年8月31日から2024年6月12日まで連載された。原作はアニメの原作者の一員である河本ほむら、作画はキャラクター原案担当のえびもが務めている。原案にTMS、河本ほむら、武野光がクレジットされている。
- 河本ほむら（原作）・えびも（作画）・TMS / 河本ほむら / 武野光（原案）『HIGH CARD -♢9 No Mercy』スクウェア・エニックス、〈ビッグガンガンコミックス〉、全3巻
  1. 2023年1月7日発売[28][29]、ISBN 978-4-7575-8337-5
  2. 2024年1月6日発売[30]、ISBN 978-4-7575-8994-0
  3. 2024年7月5日発売[31]、ISBN 978-4-7575-9282-7

## 舞台
2023年8月に舞台化が決定、『HIGH CARD the STAGE - CRACK A HAND』のタイトルで、2024年1月19日から29日にかけてシアター1010にて上演されることが発表された。
キャスト
- フィン・オールドマン - 赤澤遼太郎
- クリス・レッドグレイヴ - 丘山晴己
- レオ・コンスタンティン・ピノクル - 石橋弘毅
- ウェンディ・サトー - 七木奏音
- ヴィジャイ・クマール・シン  - 松田岳
- ノーマン・キングスタット - 久保田秀敏
- ボビー・ボール - 里中将道
- ミシェル・レッドグレイヴ  - 行天優莉奈
- チェルシー・ハモンド - 明音亜弥
- バーナード・シモンズ - 萩野崇

スタッフ
- 原作 - TMS 、河本ほむら、武野光『HIGH CARD』
- 演出 - 山本一慶
- 脚本 - 西森英行
- 音楽 - ただすけ
- 美術 - 乘峯雅寛
- 舞台監督 - 今野健一
- アクション監督 - 加藤学
- 振付 - MAMORU 
- 照明 - 大波多秀起
- 音響 - 宮城貴弘
- 映像 - O beron inc. 
- 衣裳 - 摩耶
- ヘアメイク - 車谷結
- 特殊小道具 - 桜田卓
- 演出助手・歌唱指導 - 山口美絵
- 制作進行 - 麻田幹太
- 制作 - 尾崎裕子
- 宣伝美術・グッズ カメラマン - 藤城貴則、カタセタエ
- 宣伝美術・グッズ デザイン - TRMN